# Famille Gortchakov
 (mars 2010).
Gortchakov ou Gortchakoff (l'orthographe, en alphabet non cyrillique, est phonétique jusqu'au début du XXe siècle, et il varie selon les langues: en russe : Горчаков, en français : Gortchakoff, en anglais : Gorchakov, en allemand Gortschakow etc.) est une famille princière russe de la dynastie des Riourikides remontant en 862, à Rurik, Grand Prince de Kiev, puis des princes de Tchernigov dont la principauté s'étendait du nord de l'Ukraine actuelle, Cherni'iv, jusqu'à 200 km au sud de Moscou puis des Princes de Karatchev.

## Histoire
Ils font partie des cinquante-et-une familles qui fondèrent l'Empire de Russie en 1721.
Sainte Olga, saint Vladimir le Grand, et saint Michel de Tchernigov (martyrisé par Batou Khan en 1246) sont de leurs ancêtres.
Il existait au XVIIIe siècle quatre branches dont l'une perdure au XIXe siècle.
Elle est constituée au XXIe siècle de deux rameaux:
- l'un issu des descendants d'Alexandre Mikhaïlovitch, Chancelier d'Empire,
- l'autre de Nicolas Pavlovitch Général Major à Odessa.

## Armes

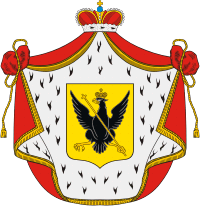
Armoiries de la famille princière Gorchakov

Leurs armes figurent sur les Grandes armes de Russie, reprenant l'aigle de l'Empire romain d'Orient, et une longue croix.

## Personnalités

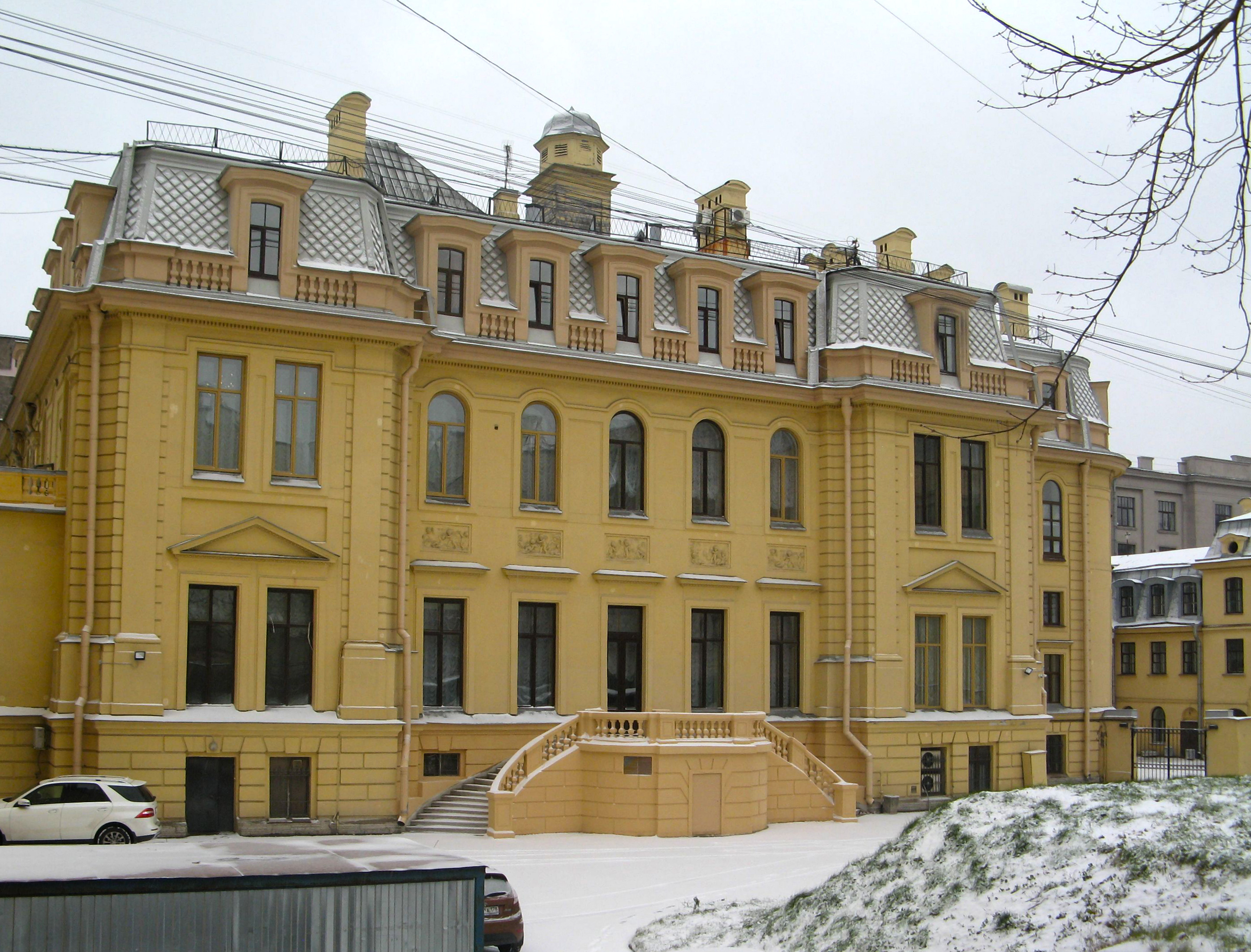
Hôtel particulier du prince Constantin Gortchakov à Saint-Pétersbourg.

L'un des membres les plus célèbres de la famille est le prince Alexandre Gortchakov (1798–1883), chancelier de l'Empire sous le règne d'Alexandre II.
Parmi les autres membres de cette famille, on peut citer:
- le prince Alexis Ivanovitch Gortchakoff (1769- 1817), général et ministre de la Guerre
- le prince Andreï Ivanovitch Gortchakov (1876-1855), général
- le prince Piotr Dmitrievitch Gortchakoff (1790–1868)
- le prince Mikhaïl Dmitrievitch Gortchakoff (1795–1861), général en chef de l'armée russe lors de la guerre de Crimée (1856), puis vice-roi de Pologne
- le prince Alexandre Mikhaïlovitch Gortschakov (1798–1883), chancelier d'empire, altesse sérénissime, ministre des Affaires étrangères de 1856 à 1882.
  - le prince Constantin Alexandrovitch Gortchakoff (1841-1926), Stallmeister de la Cour, émigre en France
- le prince Nicolas Pavlovitch Gortchakoff (1830–1919) général-major à Odessa en 1883
- le prince Victor Nicolaïevitch Gortchakoff (1905–1931) émigre en France en 1924
  - le prince Nicolas Victorovitch Gortchakoff (1928 –2018)
  - le prince Constantin Victorovitch de Gortchakoff (1929 - 2009), architecte, ayant notamment travaillé au campus de Jussieu